# Sebastián Camacho
Álex Sebastián Camacho Ribarola (Paysandú, 22 gennaio 2004) è un calciatore uruguaiano, attaccante del Cerro.

## Carriera
Cresciuto nel settore giovanile del Peñarol nell'estate del 2024 è stato ceduto in prestito all'Uruguay Montevideo dove ha giocato i suoi primi incontri da professionista, in Segunda División, mettendo a segno 2 reti in 17 partite giocate. Il 9 gennaio 2025 è stato acquistato a titolo definitivo dal Cerro, club della prima divisione uruguaiana, e l'8 marzo ha debuttato in Primera División nell'incontro vinto 2-1 contro la Juventud.

## Statistiche

### Presenze e reti nei club
Statistiche aggiornate al 20 aprile 2025.
| Stagione        | Squadra            | Campionato      | Campionato | Campionato | Coppe nazionali | Coppe nazionali | Coppe nazionali | Coppe continentali | Coppe continentali | Coppe continentali | Altre coppe | Altre coppe | Altre coppe | Totale | Totale | Totale |
| Stagione        | Squadra            | Comp            | Pres       | Reti       | Comp            | Pres            | Reti            | Comp               | Pres               | Reti               | Comp        | Pres        | Reti        | Pres   | Reti   |        |
| --------------- | ------------------ | --------------- | ---------- | ---------- | --------------- | --------------- | --------------- | ------------------ | ------------------ | ------------------ | ----------- | ----------- | ----------- | ------ | ------ | ------ |
| 2024            | Uruguay Montevideo | SD              | 17         | 2          | CU              | 0               | 0               | -                  | -                  | -                  | -           | -           | -           | 17     | 2      |        |
| 2025            | Cerro              | PD              | 5          | 0          | CU              | 0               | 0               | -                  | -                  | -                  | -           | -           | -           | 5      | 0      |        |
| Totale carriera | Totale carriera    | Totale carriera | 22         | 2          |                 | -               | -               |                    | -                  | -                  |             | -           | -           | 22     | 2      |        |